# Tuři
Tuři (Bovinae) tvoří specializovanou podčeleď v čeledi turovitých (Bovidae). Patří společně s ostatními turovitými mezi přežvýkavé sudokopytníky s rohy.

## Evoluce
Z fosilních nálezu vyplynulo, že prapůvodní předky turů lze datovat do eocénu a oligocénu, do geologických období starších třetihor, před 55 až 25 mil. let. Jednalo se o malé, bezrohé sudokopytníky rodu Archeomeryx, dosahující výšky okolo 50 cm. V období mladších třetihor, v miocénu před 25 až 5 mil. let, se objevují druhy rodu Eotragus, který má malé, dozadu vytočené růžky. S koncem třetihor, v pliocénu před 5 až 2 mil. let, se dochovaly pozůstatky zvířat řazených k rodu Parabos, který už bez pochybností patří k primitivním turům, "moderním" savcům. Rozšířili se do všech kontinentů vyjma Austrálii a Jižní Ameriky. V pleistocénu, ve starších čtvrtohorách asi před 1 mil. let, již začaly vznikat formy podobné současným. K domestikaci došlo v neolitu, tj. asi před 10 tis. roky.
Tuři se na území Evropy postupně rozdělili do dvou základních forem. První byl typ pratura obývající řídké listnaté lesy a druhý typ zubra žijící na okraji těchto lesů a v otevřené krajině. Tur spásal listí a výhonky stromů, zubr k tomu přidával i trávu. Obě formy v téměř nezměněné podobě žily vedle rychle se vyvíjejících prapředků dnešních lidí. Neandrtálci, před 200 až 100 tis. lety, nejčastěji lovili z  velké zvěře právě pratury a zubry.

## Stavba těla

### Rohy
Rohy nejsou sice nejdůležitějším, ale zato nejnápadnějším znakem. Rohy jsou duté, vyrůstají na výběžku čelní kosti a jsou vytvořeny ze ztvrdlé kůže, z rohoviny. Na postupně narůstajícím kostním výběžku přirůstá škára pokrytá rohovinovou pochvou. Přirůstají od hlavy, kde je pochva nejměkčí, nejméně zrohovatělá. Rostou po celou dobu života tura, jsou stále živé a poměrně křehké, mohou se na konci zlomit a způsobit zvířeti trauma. Rohy většinou nejsou přímé, bývají různě zakroucené, roh může mít délku až 150 cm.

### Nohy
Původně pětiprsté končetiny se přizpůsobily k rychlému běhu, na kterém často záviselo přežití zvířete. Při běhu se váha těla přenášela hlavně na třetí a čtvrtý prst které zesílily, kdežto první, druhý a pátý zakrněly. U současných turů první prsty již nejsou patrné, po druhých prstech jsou jen rudimentální stopy na zadních končetinách a páté prsty na předních končetinách připomínají jen drobné bodcové kůstky. Zvětšené třetí a čtvrté prsty mají sice záprstní kosti srostlé, dále jsou již samostatné a jsou na sobě poměrně volné. Na koncích obou prstů jsou zrohovatělé útvary zvané paznehty, kopyta mají pouze lichokopytníci.

### Chrup
Se specializaci zvířat na určitý druh potravy se jim přizpůsobuje i chrup, podle něho lze usoudit na způsob přijímání potravy. Tuři nemají příliš pohyblivé pysky a proto více používají jazyk. Trs trávy jím obtočí, vtáhnou do tlamy, sevřou čelisti a trhnutím hlavy do boku trávu utrhnou. Trávu neukusují, ale trhají. Horní čelist v přední části je bezzubá, místo řezáků je tam zrohovatělá čelistní destička, teprve v zadní části tlamy jsou na každé straně 3 zuby třeňové a 3 široké stoličky. Spodní čelist je úplná, vpředu jsou na každé straně 3 řezáky, dále 1 špičák a následují 3 zuby třeňové a 3 stoličky.

### Žaludek
Tuři spotřebují mnoho poměrně nevydatné stravy. Její příjem je rozdělen do dvou fází, na rychlé napasení a následné pomalé rozžvýkání. Tato druhá fáze již probíhá v klidu, za úkrytu zvířete nebo v noci.
Žaludek mají čtyřdílný. Spolykaná potrava nejdříve přijde skrz jícen do objemného bachoru, zásobníku, kde je množství mikroorganizmů schopných štěpit svými enzymy buněčnou celulózu. Odtud potrava přechází do čepce. Z něho se nedostatečně rozdrobená potrava vrací zpět do bachoru, zbytek po soustech postupuje do tlamy, kde je důkladně rozžvýkán (na jedno "sousto" asi 50 žvýknutí). Kašovitá hmota je polknuta do knihy, kde se z ní vstřebá voda a minerální látky. Zbytek odchází do slezu, což je trávicí část žaludku. U dospělého tura má žaludek objem asi 200 až 250 litrů, z toho připadá na bachor 80 %; za den vykoná tlama tura asi 40 000 žvýkacích pohybů.

## Společné vlastnosti
Tuři se ve volné přírodě dochovali ještě v Africe a v Asii, kdežto v Evropě a Severní Americe žijí pouze v rezervacích. Ve Střední a Jižní Americe, v Austrálii, stejně jako po celém světě, žijí zdomácnělí potomci divokých turů, skot. Základní potravou turů jsou traviny a různé byliny, listy, pupeny a větve keřů a stromů, mechy i lišejníky. Samec tura se nazývá býk a samice kráva.
Většina turů jsou stádovými zvířaty s výraznou hierarchií. U některých druhů žijí stáda celoročně společně, u jiných se dospělí býci od stáda oddělují a vrací se až v období páření. Mají málo vyvinutou mimiku a proto se spolu komunikují jinými výrazovými prostředky: držením a natočením hlavy, postavením se k protivníkovi čelem nebo bokem, natažením nebo sklopením krku, hrabáním končetinou nebo rohem v zemi, frkáním atd. Při pohledu na stádo lze podle držení hlavy a krku určit zařazení ve stádě. Nejsilnější býk se snaží v období říje držet krávy svého harému pod kontrolou. Je-li však stádo příliš veliké, podílejí se na rozmnožování i ostatní býci. Březost u turů se pohybuje od 9 po 11 měsíců.
Přestože tuři mají dobrý barvocit do dálky nevidí dobře a nepohybující se předměty rozeznávají až v blízkosti. Naopak mají výborný čich, kterým se orientují i ve stádech, a také dobře vyvinutý sluch.

## Význam
Význam turů pro lidstvo je nezměrný. Od prošlechtěného vysoce užitkového skotu, základního zdroje masa, mléka a kůží, přes buvola, hlavního zemědělského pomocníka a důležitý "dopravní prostředek" ve střední, jižní i východní Asii až k bizonovi, již historické zásobárně s masem a kůží Indiánů.

## Taxonomie
Podle staršího řazení jsou do podčeledě tuři (Bovinae) řazeny čtyři rody:
- Asijští buvoli (Bubalus) H. Smith, 1827
- Afričtí buvoli (Syncerus) Hodgson, 1847
- Bizoni (Bison) H. Smith, 1827
- Praví tuři (Bos) Linnaeus, 1758

případně se zde ještě přiřazuje nový, vzácný rod:
- Saola (Pseudoryx) Dung, Giao, Chinh et al., 1993

Novější taxonomie již neuznává podčeleď lesoni (Tragelapinae) a její příslušníky řadí mezi tury.
Proto moderní složení podčeledě tuři (Bovinae) je následující:
- podčeleď tuři (Bovinae)
  - rod bizon (Bison) H. Smith, 1827
    - bizon americký (Bison bison)
    - zubr evropský (Bison bonasus)

  - rod tur (Bos) Linnaeus, 1758
    - gaur (Bos gaurus)
    - gayal (Bos frontalis)
    - banteng (Bos javanicus)
    - jak divoký (Bos mutus)
    - jak domácí (Bos grunniens)
    - pratur (Bos primigenius) - vyhynulý
    - tur domácí (Bos taurus)
    - zebu (Bos indicus)
    - kuprej (Bos sauveli) – pravděpodobně vyhynulý

  - rod nilgau (Boselaphus) de Blainville, 1816
    - nilgau (Boselaphus tragocamelus)

  - rod arni (Bubalus) C. H. Smith, 1827
    - buvol indický (Bubalus bubalis)
    - anoa (Bubalus depressicornis)
    - buvol čínský (Bubalus mephistopheles) †
    - tamarau (Bubalus mindorensis)
    - anoa horský (Bubalus quarlesi)

  - rod lyrorožec (Pseudonovibos)
    - lyrorožec (Pseudonovibos spiralis) – skutečná existence druhu a rodu není dostatečně prokázána, znám pouze na základě neobvyklých rohů, které dle analýz DNA vznikly úpravou rohů tura domácího (Bos primigenius f. taurus)[7]

  - rod saola (Pesudoryx) Dung et al. 1993
    - saola (Pseudoryx nghetinhensis)

  - rod buvol (Syncerus) Hodgson, 1847
    - buvol africký (Syncerus caffer)

  - rod antilopa (Taurotragus) Wagner, 1855
    - antilopa Derbyho (Taurotragus derbianus)
    - antilopa losí (Taurotragus oryx)

  - rod antilopa (Tetracerus) Leach, 1825
    - antilopa čtyřrohá (Tetracerus quadricornis)

  - rod bongo (Tragelaphus) de Blainville, 1816
    - nyala nížinná (Tragelaphus angasii)
    - nyala horská (Tragelaphus buxtoni)
    - bongo lesní (Tragelaphus eurycerus)
    - kudu malý (Tragelaphus imberbis)
    - lesoň (Tragelaphus scriptus)
    - sitatunga (Tragelaphus spekei)
    - kudu velký (Tragelaphus strepsiceros)

## Galerie turů

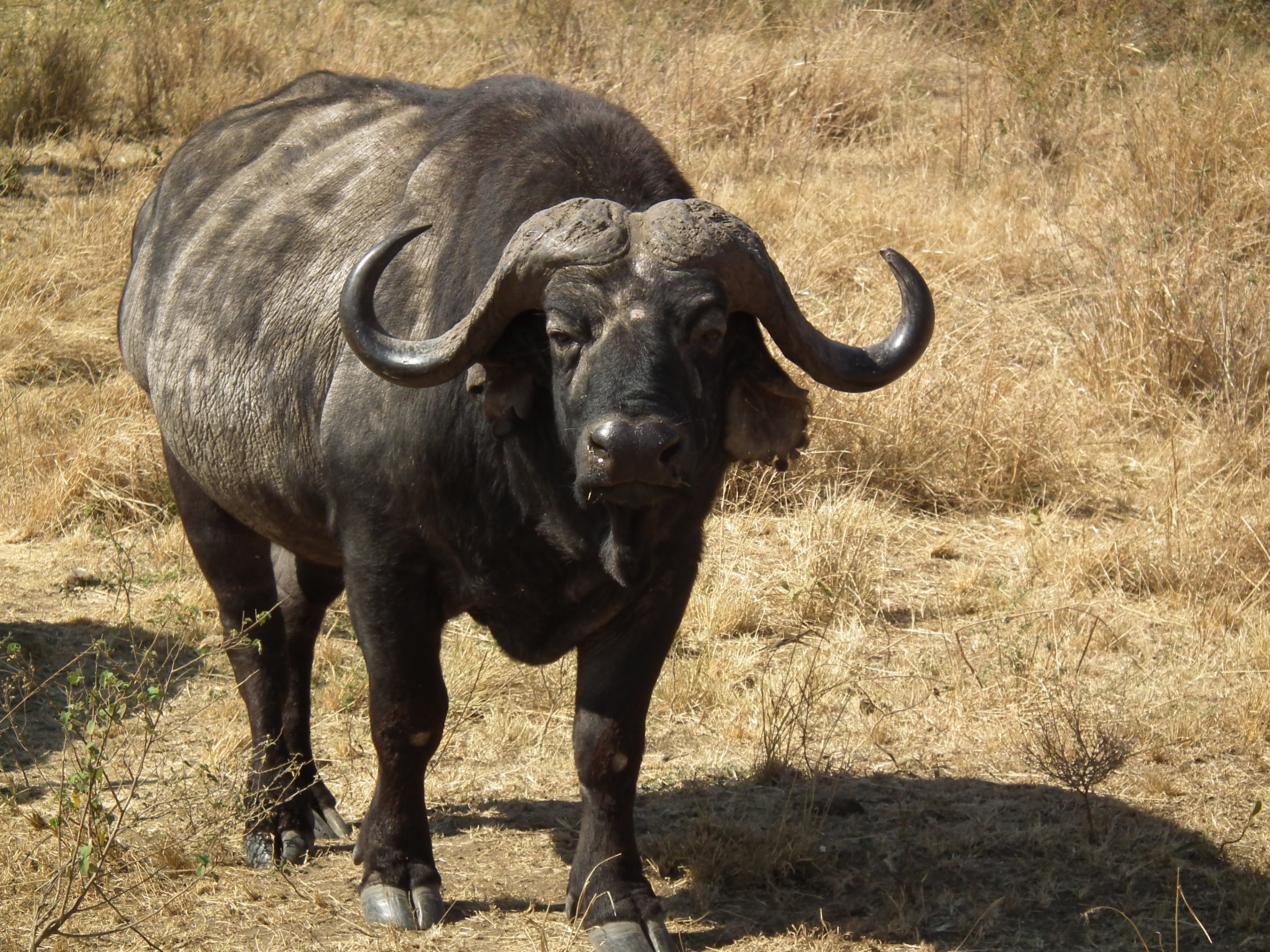
Africký buvol
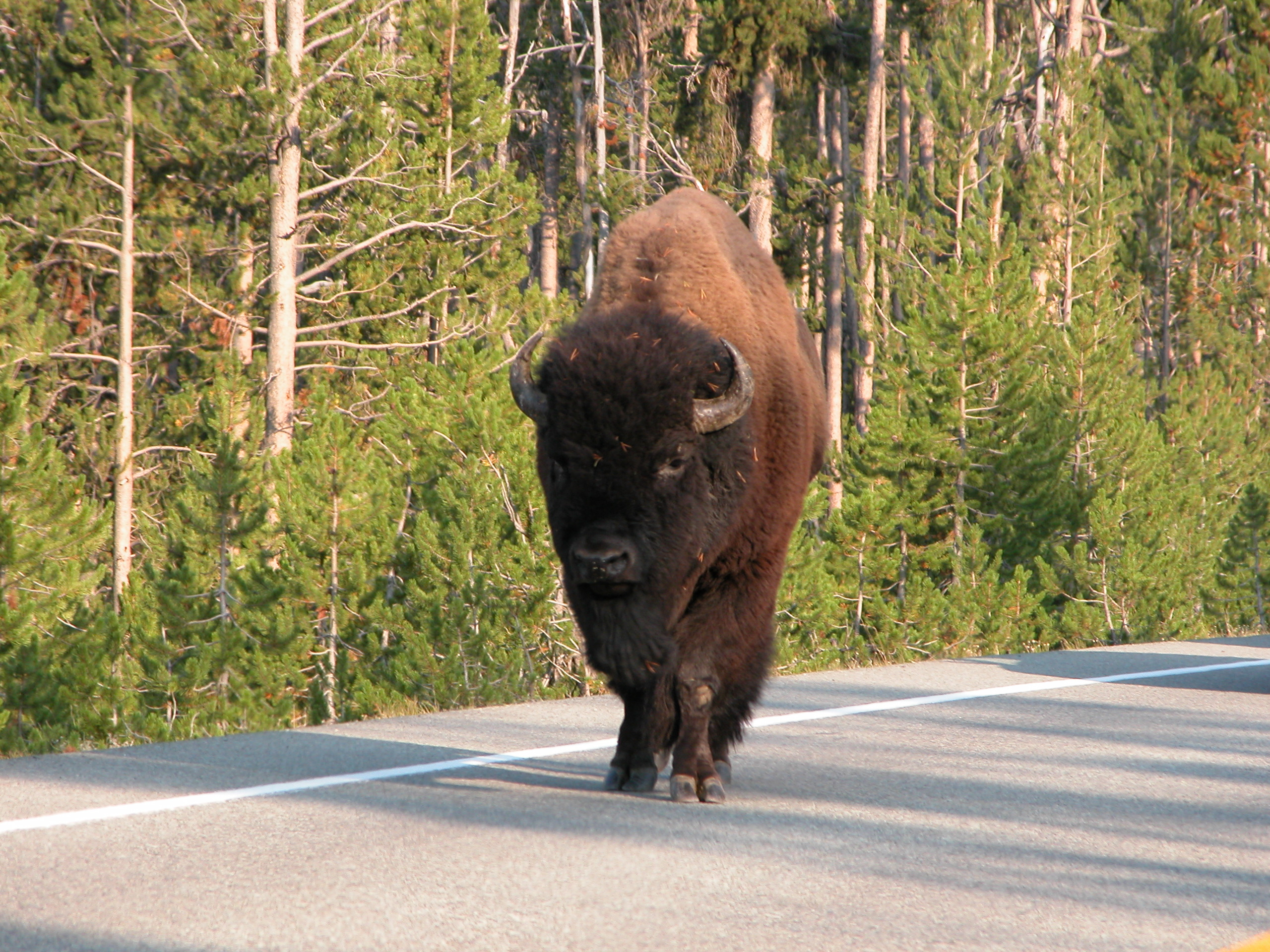
Bizon
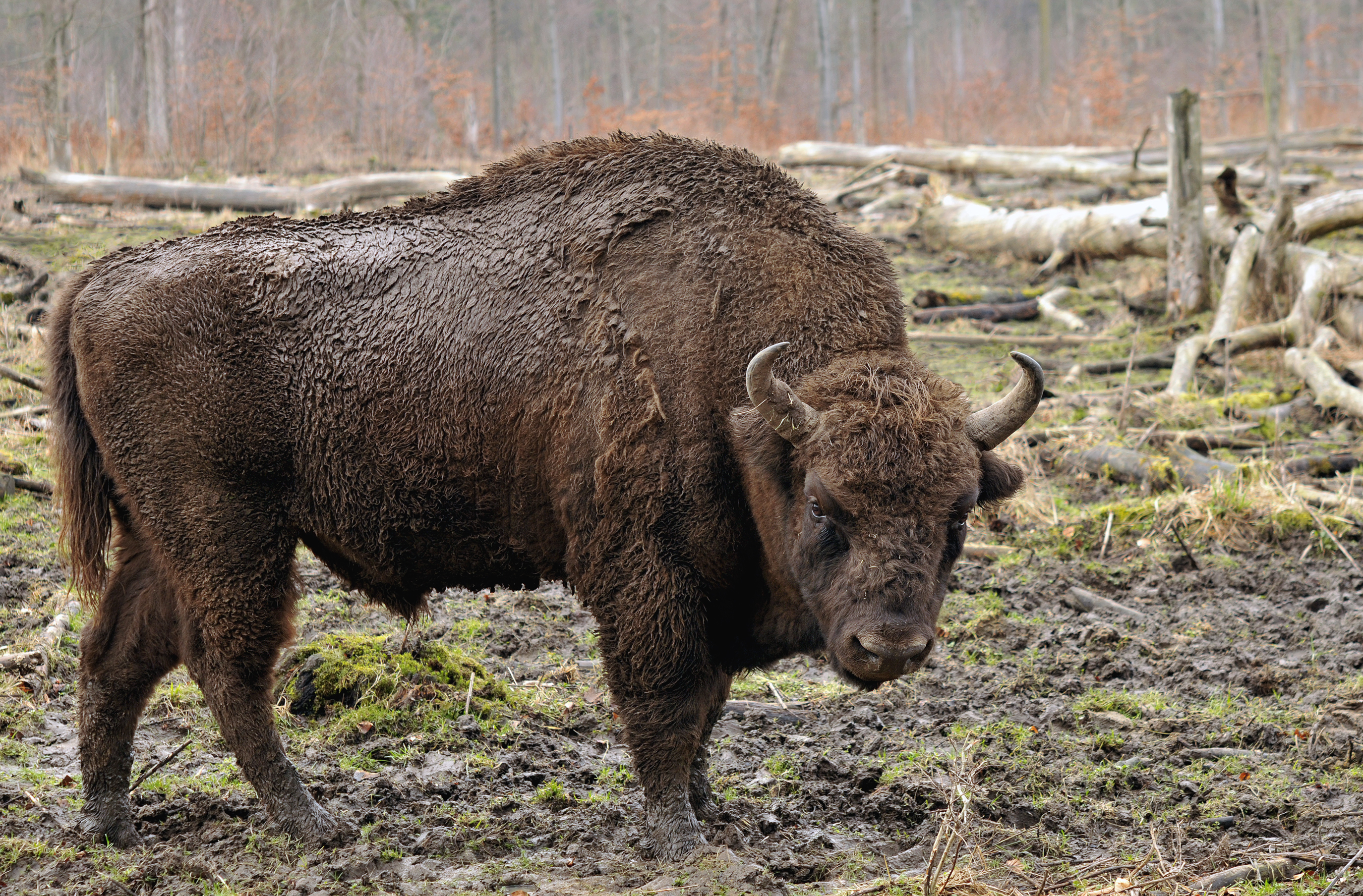
Zubr
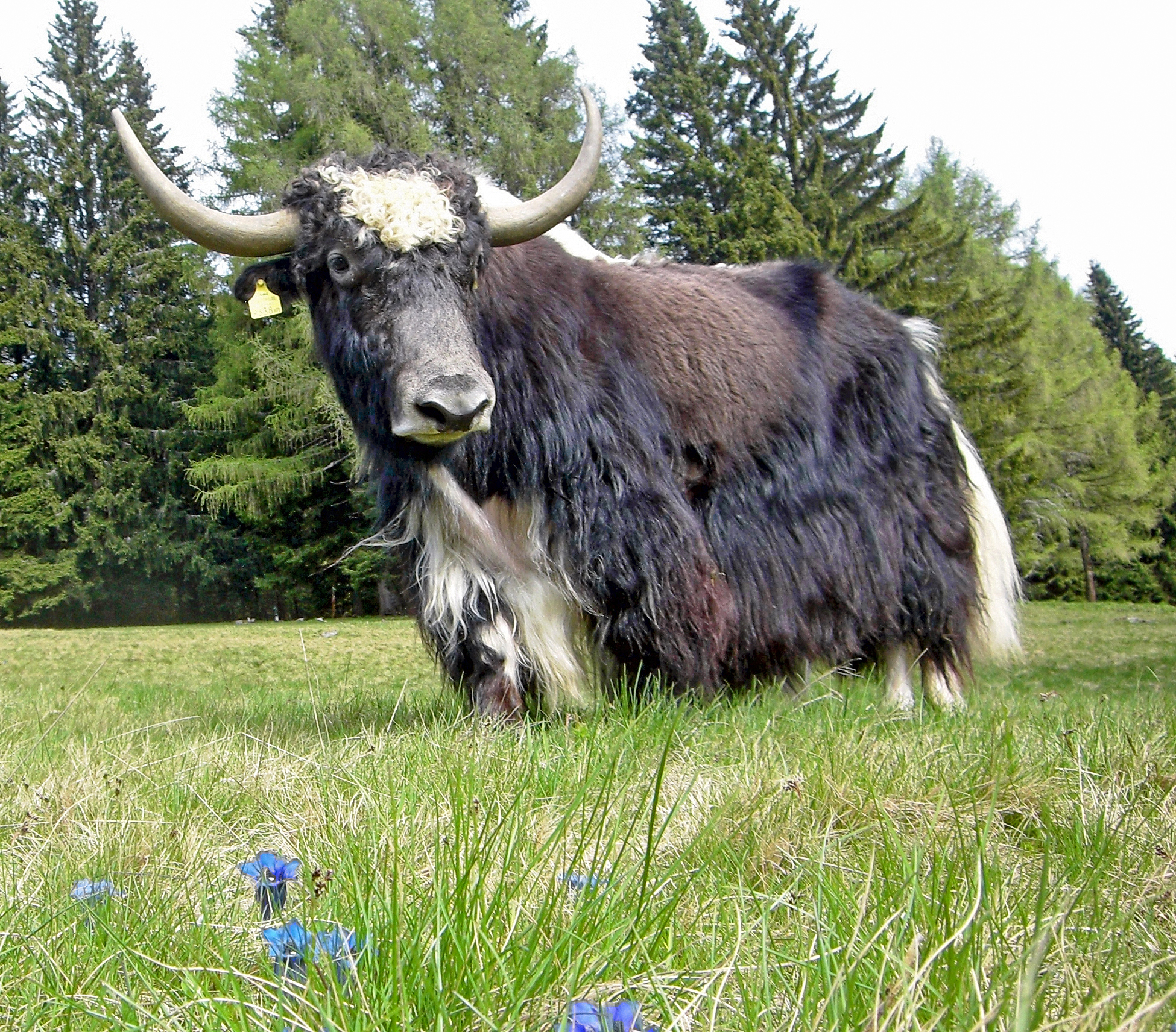
Jak